# 04 (مسلسل)
04 هو مسلسل تلفزيوني درامي عربي، من تأليف محمود دسوقي وإخراج خالد مرعي وبطولة نيكولا معوض، مؤمن نور)، محمد الدوسري وخالد نجم. العمل إنتاج مشترك بين أو ثري برودكشن التابعة لمجموعة إم بي سي و"مجموعة بي بي جي". عرض الموسم الأول من المسلسل على قناة إم بي سي 1 صدر في 12 يناير 2012، فيما عرض الموسم الثاني في 19 مايو 2012. ومن المقرر أن يكون هناك جزء ثالث ورابع.
يرتكز العمل على أربعة شباب من جنسيات مختلفة يعيشون تحت سقف واحد، وكل منهم يتطلع إلى شيء معين؛ مابين الشهرة أو الحب أو العلاقات العاطفية.

## الطاقم الرئيسي
| الدور             | الممثل (ة)       | الموسم   | الموسم   |
| الدور             | الممثل (ة)       | 1        | 2        |
| ----------------- | ---------------- | -------- | -------- |
| زياد خوري         | نيكولا معوض      | الرئيسية | الرئيسية |
| حسن السيد إبراهيم | مؤمن نور         | الرئيسية | الرئيسية |
| عبد العزيز الهلال | محمد الدوسري     | الرئيسية | الرئيسية |
| وسام عدنان        | خالد نجم         | الرئيسية | الرئيسية |
| نادين زاهي        | يمنى طنوس        | الرئيسية | الرئيسية |
| مريم              | أسيل عمران       | الرئيسية | الرئيسية |
| كاثرين            | فيكتوريا بوراسيو | الرئيسية | تناوبية  |
| منى               | رواد عليو        | الرئيسية |          |
| تيما              | فاتنة ليلى       |          | الرئيسية |
| لارا              | ريتا حايك        |          | الرئيسية |

## لمحة عامة للمسلسل
| الموسم | الموسم | الحلقات | البث الأصلي   | البث الأصلي   | تاريخ إصدار الدي في دي | تاريخ إصدار الدي في دي | تاريخ إصدار الدي في دي |
| الموسم | الموسم | الحلقات | بداية الموسم  | نهاية الموسم  | المنطقة 1              | المنطقة 2              | المنطقة 4              |
| ------ | ------ | ------- | ------------- | ------------- | ---------------------- | ---------------------- | ---------------------- |
|        | 1      | 20      | 14 يناير 2012 | 8 فبراير 2012 | N/A                    | N/A                    | N/A                    |
|        | 2      | 20      | 19 مايو 2012  | N/A           | N/A                    | N/A                    | N/A                    |

## الإنتاج

### الترويج
بعد عرض الموسم الأول، تم الإعلان شراكة جديدة مع جوجل، وتأتي هذه الشراكة كإتاحة فرصة أمام المشاهد لرصد حياة شخصيات المسلسل على الإنترنت، ومتابعة تفاصيلها عبر مواقع التواصل الاجتماعي، الفيسبوك، التويتر، الجوجل+.
وترويجاً للموسم الثاني، ظهر زياد، حسن، وسام، عبد العزيز، في برنامج المواهب آرابز جوت تالنت الموسم الثاني، قبل يوم من العرض الأول للمسلسل.

## البث
تكون الموسم الأول من المسلسل من عشرين حلقة، وبثت أولى الحلقات في 12 يناير 2012 لمدة 4 أسابيع بمجموع 5 حلقات في الأسبوع يومياً من السبت إلى الأربعاء في الساعة 07:00 مساء حتى 8 فبراير، 2012. وتعرض حلقة مجمعة كل خميس.

## الإقبال
حظي الموسم الأول على نسبة متابعة مرتفعة وتفاعل كبير من قبل الجمهور الشبابي من مشاهدي التلفزيون ومتصفحي مواقع الإنترنت وشبكات التواصل الاجتماعي الخاصة بالمسلسل وأبطاله. وبذلك، يكون أبطال العمل الأربعة قد تمكّنوا من بناء صداقات مع عدد وافر من المتابعين، وبالتالي إضافتهم بصفة أصدقاء محبّبين إلى حساباتهم التفاعلية الخاصة في تويتر وفيسبوك وغيرهما، لتذوب الدراما في إطار الواقع، وتتحوّل الشخصيات الدرامية الافتراضية إلى شخصيات حقيقية وواقعية، في تجربة وُصِفت بـ الأولى من نوعها في التجارب الدرامية العربية. وبسبب الإقبال الجماهيري الكبير على الموسم الأول تم تجديده لموسم ثاني ومن الممكن أن يكون هناك موسم ثالث ورابع.

## قائمة الحلقات

### الموسم 1: 2011–12
| العدد. في المسلسل | العدد. في الموسم | العنوان            | إخراج        | تأليف        | تاريخ البث الأصلي | المشاهدين (بالمليون) |
| ----------------- | ---------------- | ------------------ | ------------ | ------------ | ----------------- | -------------------- |
| 1                 | 1                | «"يمكن صدفة"»      | خالد الرفاعي | محمد الدسوقي | 14 يناير 2012     | N/A                  |
| 2                 | 2                | «"مطلوب شريك"»     | خالد الرفاعي | محمود البيك  | 15 يناير 2012     | N/A                  |
| 3                 | 3                | «"أبو راشد"»       | خالد الرفاعي | محمود البيك  | 16 يناير 2012     | N/A                  |
| 4                 | 4                | «"عنوان غلط"»      | خالد الرفاعي | محمد الدسوقي | 17 يناير 2012     | N/A                  |
| 5                 | 5                | «"ميم في البال"»   | خالد الرفاعي | محمد يوسف    | 18 يناير 2012     | N/A                  |
| 6                 | 6                | «"فسيفساء"»        | خالد الرفاعي | محمد الحمادي | 21 يناير 2012     | N/A                  |
| 7                 | 7                | «"شو قصدك؟"»       | خالد الرفاعي | هشام هلال    | 22 يناير 2012     | N/A                  |
| 8                 | 8                | «"كبرت براسو"»     | خالد الرفاعي | هشام هلال    | 23 يناير 2012     | N/A                  |
| 9                 | 9                | «"حكي جد"»         | خالد الرفاعي | محمد الدسوقي | 24 يناير 2012     | N/A                  |
| 10                | 10               | «"أم المعارك"»     | خالد الرفاعي | هشام هلال    | 25 يناير 2012     | N/A                  |
| 11                | 11               | «"الشخص الغلط"»    | خالد الرفاعي | محمود البيك  | 28 يناير 2012     | N/A                  |
| 12                | 12               | «"مين الوسيط؟"»    | خالد الرفاعي | محمود البيك  | 29 يناير 2012     | N/A                  |
| 13                | 13               | «"يا ريت ما حكيت"» | خالد الرفاعي | محمود البيك  | 30 يناير 2012     | N/A                  |
| 14                | 14               | «"شو في ببالك؟"»   | خالد الرفاعي | محمد الحمادي | 31 يناير 2012     | N/A                  |
| 15                | 15               | «"القلب... عاصي"»  | خالد الرفاعي | محمد الحمادي | 1 فبراير 2012     | N/A                  |
| 16                | 16               | «"يومك سيء؟"»      | خالد الرفاعي | محمد الحمادي | 4 فبراير 2012     | N/A                  |
| 17                | 17               | «"بصراحة"»         | خالد الرفاعي | محمد يوسف    | 5 فبراير 2012     | N/A                  |
| 18                | 18               | «"خسوف... كلي"»    | خالد الرفاعي | محمد يوسف    | 6 فبراير 2012     | N/A                  |
| 19                | 19               | «"بوكس"»           | خالد الرفاعي | محمد الدسوقي | 7 فبراير 2012     | N/A                  |
| 20                | 20               | «"أكيد أحسن"»      | خالد الرفاعي | محمد الدسوقي | 8 فبراير 2012     | N/A                  |

### الموسم 2: 2012–13
| العدد. في المسلسل | العدد. في الموسم | العنوان                  | إخراج      | تأليف     | تاريخ البث الأصلي | المشاهدين (بالمليون) |
| ----------------- | ---------------- | ------------------------ | ---------- | --------- | ----------------- | -------------------- |
| 21                | 1                | «"تعيش وتاكل غيرها"»     | محمود كامل | لبنى حداد | 19 مايو 2012      | N/A                  |
| 22                | 2                | «"تحت السواهي"»          | محمود كامل | لبنى حداد | 20 مايو 2012      | N/A                  |
| 23                | 3                | «"عبد العزيز... الرشيد"» | محمود كامل | لبنى حداد | 21 مايو 2012      | N/A                  |
| 24                | 4                | «"دجاجة الشهرة"»         | محمود كامل | لبنى حداد | 22 مايو 2012      | N/A                  |
| 25                | 5                | «"ما إلك صاحب"»          | محمود كامل | لبنى حداد | 23 مايو 2012      | N/A                  |
| 26                | 6                | «"خمسين ورا خمسين"»      | محمود كامل | لبنى حداد | 26 مايو 2012      | N/A                  |
| 27                | 7                | «"بلا موبايل"»           | محمود كامل | لبنى حداد | 27 مايو 2012      | N/A                  |
| 28                | 8                | «"SOS"»                  | محمود كامل | لبنى حداد | 28 مايو 2012      | N/A                  |
| 29                | 9                | «"بالهوا... سوا"»        | محمود كامل | لبنى حداد | 29 مايو 2012      | N/A                  |
| 30                | 10               | «"يا سندي"»              | محمود كامل | لبنى حداد | 30 مايو 2012      | N/A                  |
| 31                | 11               | TBA                      | محمود كامل | لبنى حداد | 2 يونيو 2012      | N/A                  |
| 32                | 12               | «"حيرت قلبي"»            | محمود كامل | لبنى حداد | 3 يونيو 2012      | N/A                  |
| 33                | 13               | «"زارتنا البركة"»        | محمود كامل | لبنى حداد | 4 يونيو 2012      | N/A                  |
| 34                | 14               | «"وين عايش؟"»            | محمود كامل | لبنى حداد | 5 يونيو 2012      | N/A                  |
| 35                | 15               | «"على الحبلين"»          | محمود كامل | لبنى حداد | 6 يونيو 2012      | N/A                  |
| 36                | 16               | «"يا حيف"»               | محمود كامل | لبنى حداد | 9 يونيو 2012      | N/A                  |
| 37                | 17               | «"الحقيقة... متنكرة"»    | محمود كامل | لبنى حداد | 10 يونيو 2012     | N/A                  |
| 38                | 18               | «"دق المي"»              | محمود كامل | لبنى حداد | 11 يونيو 2012     | N/A                  |
| 39                | 19               | «"بق البحصة"»            | محمود كامل | لبنى حداد | 12 يونيو 2012     | N/A                  |
| 40                | 20               | «"باب الفرج؟"»           | محمود كامل | لبنى حداد | 13 يونيو 2012     | N/A                  |